# 캐롤 스피니

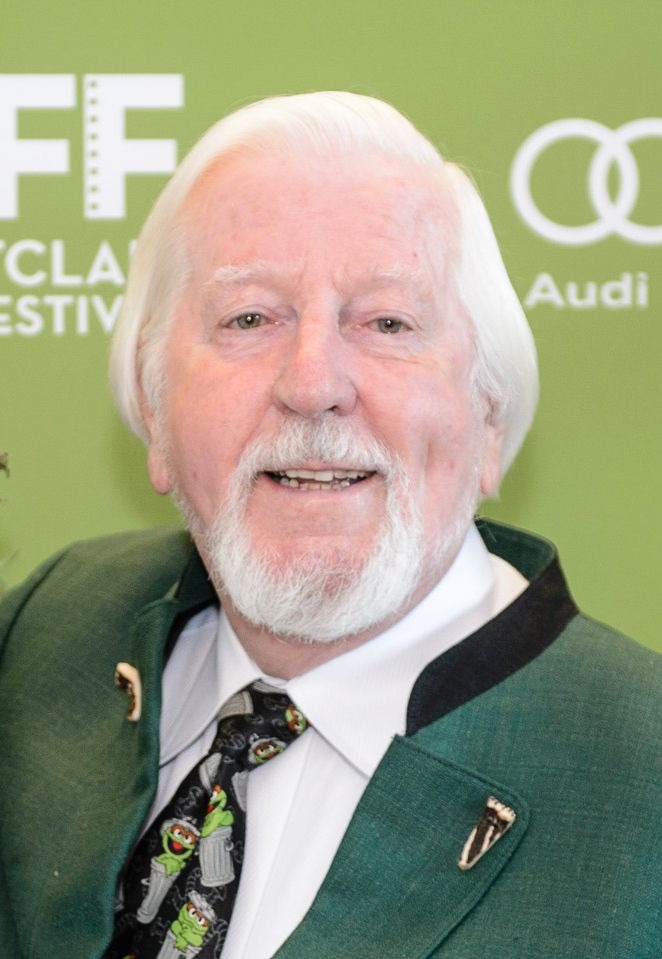

캐롤 에드윈 스피니(Caroll Edwin Spinney, 1933년 12월 26일 ~ 2019년 12월 8일)는 미국의 인형 조정자, 카투니스트, 저자, 예술가, 연설자이다. 특히 세서미 스트리트에서 1969년부터 2018년까지 빅 버드의 인형 조정을 했다.
1933년 12월 26일 매사추세츠주에서 태어났다. 2명의 형(브루스, 글렌)이 있다.

## 영화
- 머펫 무비
- 머나먼 여정 (1993년 영화)
- 박물관이 살아있다 2

## 텔레비전
- 세서미 스트리트
- 머펫 쇼
- 수퍼내추럴